# دالکیه (استان اشوی‌داشکسیه)
دالکیه (به لهستانی: Dalekie) یک منطقهٔ مسکونی در لهستان است که در گمینا موسکوژو واقع شده‌است. دالکیه ۷۲ نفر جمعیت دارد.